# 스톡홀름 국제평화연구소

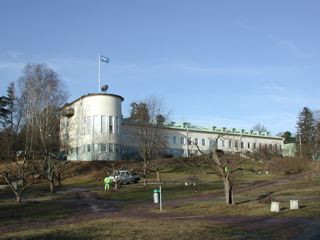
솔나에 위치한 SIPRI 본부

스톡홀름 국제평화연구소(Stockholm International Peace Research Institute, SIPRI)는 스웨덴 정부의 외교정책연구소이다. 시프리라고 부른다.

## 역사
1966년 스웨덴 총리 타게 엘란데르가 설립했다. 스웨덴 정부가 출자하지만, 운영은 독립적이다. 언론에 자주 인용된다. 연구원과 연구 조교를 포함해 대략 40명의 연구진이 있다. 2009년 포린 폴리시는 비미국 싱크탱크 3위로 선정했다. 주요 연구 분야는 군비관리와 군비축소, 분쟁·평화·안보, 그리고 평화·개발 등에 대해서 연구보고서, 정책보고서를 발행한다. 한 국가의 국방비에 대해서도 보고서를 발행하고 있다. 또한 연간보고서 발행을 통해서 국제안보, 군사기술, 국방비 지출, 방위산업계약 등 다양한 국제안보 관련 영역에 대한 정보를 제공하고 있다.
SIPRI는 2014년 펜실베이니아 대학교 로더 연구소(University of Pennsylvania Lauder Institute)의 "Global Go To Think Tanks Report"에서 미국을 제외한 세계 3대 싱크탱크 중 하나로 선정되었다. 2020년에 SIPRI는 전세계 싱크탱크 중 34위를 차지했다.
‘시프리 연감(SIPRI YEARBOOK)’은 스웨덴 스톡홀름 국제평화연구소(SIPRI)가 1969년부터 매년 발간해온 국가별ㆍ지역별 국방비 및 무기 수출입 자료집이다. SIPRI는 스웨덴 정부가 1966년 설립하고 운영예산을 대지만, 다국적 이사진에 의해 정치적 간섭 없이 운영되는 중립적 국제 군사 외교 연구기관. 첫 한국어판이 발간된 것은 2001년이다.

## 같이 보기
- 국가안보전략연구소(INSS) : 국정원에서 설립한, 유사한 기능을 하는 연구소다.
- 외교안보연구원(IFANS) : 외교부 산하의 유사한 기능을 하는 연구소다.
- 제주평화연구원(JPI) : 2005년 제주를 평화의 섬으로 지정하면서 외교부와 제주특별자치도가 기금을 출연한 싱크탱크.
- 국제전략연구소(CSIS) : 워싱턴 DC에 있는 싱크탱크. 영국의 IISS를 벤치마킹했다. 언론에서 자주 인용한다. 박사급 연구원만 220명이다.
- 국제전략문제연구소(IISS) : 세계 최고 권위의 군사력 보고서인 밀리터리 밸런스를 발행하는 영국의 싱크탱크. 언론에서 자주 인용한다.